# Скајсервис
Скајсервис (енгл. Skyservice) је бизнис авијација, авио амбуланта и чартер авио-компанија из Канаде. Компанија лети како ка Канадским тако и ка америчким, карипским, мексичким и европским дестинацијама.
Скајсервис је летео једном недељно током летње сезоне из Торонта за Београд, преко Даблина.

## Дестинације
Видите: Редовне линије Скајсервис

## Флота
| Тип             | Тотал | Седишта | Регистрације                           |
| --------------- | ----- | ------- | -------------------------------------- |
| Ербас A319-112  | 1     | 144     | C-GTDS                                 |
| Ербас А320-214  | 2     | 180     | C-GTDP, C-GUEP                         |
| Ербас A330-343Х | 1     |         | C-GVKI                                 |
| Боинг 757-200   | 5     | 233     | C-FTDV, C-GMYH, C-FFAN, C-FUBG, C-GTBB |